# Мова
Мо́ва — система звукових і графічних знаків, що виникла на певному рівні розвитку людства, розвивається і має соціальне призначення; правила мови нормалізують використання знаків та їхнє функціонування як засобів людського спілкування. Мова — найважливіший засіб спілкування та пізнання.
Розрізняють людську, формальну і тваринну мови. Науку, яка займається вивченням мови, називають мовознавством або лінгвістикою.

## Означення
Якщо говорити про мову як загальне поняття, то можна використовувати означення, які підкреслюють різні аспекти явища. Ці означення також тягнуть за собою різні підходи до розуміння мови, вони також формують і наповнюють різні та часто несумісні школи мовознавства. Дебати про природу та походження мови сягають стародавнього світу. Грецькі філософи, зокрема Горгій і Платон, обговорювали співвідношення слів, понять і дійсності. Горгій стверджував, що мова не може представляти ані об'єктивного досвіду, ані людського досвіду, а тому спілкування та правда неможливі. Платон стверджував, що спілкування можливе, оскільки мова подає ідеї та концепції, які існують незалежно від мови та існували до неї.
Аналітичні філософи зацікавлені в чотирьох основних питаннях:
- природа значення;
- використання мови;
- розуміння мови;
- відносини між мовою і реальністю.

Філософи континентальні розглядають мову не як окреме питання, а як частину логіки, історії або політики.

## Методи дослідження мови
Основними методами дослідження мови є описовий, порівняльно-історичний, зіставний і структурний. Застосовуються також дослідні методи до вивчення двох «зрізів» мови: діахронії і синхронії.

### Синхронія
Синхронія — горизонтальний зріз мови, тобто умовне виділення певного історичного етапу в її розвитку, який береться як об'єкт лінгвістичного дослідження. Синхронне вивчення передбачає аналіз мовних явищ в одному якомусь часі розвитку мови: на сучасному етапі або в певну історичну добу, наприклад, у XIV чи XVII ст., але без пояснення того, які зміни в попередні періоди розвитку мови привели до сучасного стану чи стану мови певної історичної доби.

### Діахронія
На противагу — діахронія — умовно вертикальний зріз мови, при якому об'єктом лінгвістичного аналізу стає історичний розвиток мови. Це означає, що при діахронічному, або різночасовому вивченні передбачається простежити весь шлях, який пройшов певний структурний елемент мови (звук, слово, речення).

### Описовий метод
Мета описового методу — дати точний і повний опис мовних одиниць. Суть методу полягає в інвентаризації та систематизації мовних одиниць.
Цей метод має велике практичне значення, позаяк пов'язує лінгвістику з суспільними потребами. На його основі створено описові граматики різних мов, тлумачні, орфографічні, орфоепічні та інші нормативні словники.

### Порівняльно-історичний метод
Об'єктом дослідження порівняльно-історичного методу є встановлення генетично споріднених мов, їх класифікації та вивчення цих мов з метою з'ясування принципів історичного розвитку. Головне його завдання — розкриття закономірностей і законів, за якими розвивалися споріднені мови в минулому. За його допомогою можна реконструювати давні не зафіксовані в пам'ятках писемності мовні одиниці — звуки, слова, їх форми і значення.
На основі порівняльно-історичного методу створені історичні і порівняльно-історичні граматики мов і етимологічні словники.

### Зіставний метод
Мета зіставного методу — шляхом зіставлення виявити спільні, однакові й відмінні, специфічні риси зіставних мов у звуковій, словниковій і граматичній системах. На його основі створюють зіставні граматики мов, порівняльні типології мов та двомовні перекладні та диференційні словники.

### Структурний метод
Структурний метод застосовується при дослідженні структури мови, а його метою є пізнання мови як цілісної функціональної структури, елементи якої співвіднесені строгою системою зв'язків і відношень. Структурний метод реалізується в 4-х методиках лінгвістичного аналізу:
- дистрибутивний аналіз
- аналіз за безпосередніми складниками
- трансформаційний аналіз
- компонентний аналіз

## Класифікація мов
Існує кілька способів класифікації мов:
- ареальна, за культурно-історичними ареалами (місцем поширення);
- типологія; наприклад, за способом вираження граматичного значення мови ділять на аналітичні, ізолюючі, синтетичні та полісинтетичні;
- генеалогічна, за походженням і ступенем спорідненості. Мови групуються в групи, ті, в свою чергу, — в сім'ї. Для деяких сімей запропоновано об'єднання в таксони більш високого рівня — макросім'ї. Класифікації мов на основі генеалогічних ознак займається мовна систематика.

## Функції мови
У визначенні функцій мови єдності немає. У працях з мовознавства спостерігаємо єдність у таких функціях: інформаційна, комунікативна, емотивна, когнітивна.
1. Інформаційна функція полягає в тому, що мова є засобом пізнання, збирання й оформлення всіх тих знань, які накопичені людьми в процесі їх свідомої діяльності. Різновидами цієї функції є функція збереження інформації, контактна функція, функція оформлення культурних цінностей.
2. Комунікативна функція реалізується у спілкуванні, розмовах, діалогах, полеміці. Вона створює суспільство як соціум. Комунікативна функція може виступати як самовираження особистості.
3. Виражальна (експресивна, емотивна, модальна) функція охоплює величезний діапазон у мовленнєвій поведінці людини. Ця функція мови реалізується в художній літературі, ораторському мистецтві, у дискусійному мовленні — суперечці, полеміці, пісні, опері тощо.
4. Когнітивна функція. Це і спогади, роздуми у хвилини відпочинку, підготовка до усних висловлювань і формування письмового тексту, творча діяльність та ін.

У працях окремих авторів виділяються також:
- функція впливу на інших людей (прохання, спонукання, наказ, переконання) (В. В. Виноградов). Різновидом цієї функції є агітаційна.
- Психологи виділяють регулятивну функцію мови й мовлення, що спостерігається у зовнішньому й внутрішньому мовленні. Ця функція виконує роль плану поведінки, вчинків суб'єкта: текстовий чи мисленнєвий проєкт майбутніх його дій; проєкт моральних стосунків тощо; технічні проєкти, будівельні проєкти і под.

В останні десятиріччя збільшилася увага дослідників до пізнавальної, когнітивної, функції мови й мовлення. Виконуючи цю функцію, мова самозбагачується.
Функціональний підхід до мови сприяв становленню теорії мовлення, він породив функціональну стилістику, функціональну граматику тощо.

### Типи функцій мови
У сфері спілкування провідною функцією є комунікативна. У мовленнєвій діяльності вона реалізується в одному з трьох можливих варіантів:
- індивідуально-регулятивна функція (функція впливу);
- колективно-регулятивна функція (радіо, газета, ораторське мовлення) — реалізується в умовах «масової комунікації», немає зворотного зв'язку;
- саморегулятивна функція (під час планування власної поведінки).

Разом з тим у мовленнєвій діяльності можуть реалізовуватися потенційні характеристики мовлення, які не завжди притаманні будь-якому мовленнєвому акту, т.т. факультативні. Вони ніби нашаровуються на функції мови.
Кожне мовленнєве висловлювання, окрім комунікативної, «інтелектуальної» тощо спрямованості, може мати додаткову спеціалізацію.
Це:
1. поетична (естетична);
2. магічна (у первіснообщинному суспільстві — табу, евфемізми);
3. фатична (функція контакту);
4. номінативна (найменування чогось, реклама);
5. діакретична (використання мовлення для корекції чи доповнення певної мовленнєвої ситуації).

### Поняття паралінгвістики
У виконанні мовою перелічених конститутивних і допоміжних функцій, важливу роль відіграють невербальні засоби, які супроводжують мовленнєве повідомлення і які разом з вербальними засобами передають змістову інформацію. Вони наявні в усному і писемному мовленні. Тою чи іншою мірою вони представлені в кожному мовленнєвому висловленні. Серед них:
- фонаційні засоби — гучність, тембр, темп мовлення, специфічне експресивно-емоційне забарвлення, типи заповнювання пауз, особливості вимови звуків: діалектні чи ідіолектні;
- кінетичні засоби — жести, міміка, поза;
- графічні засоби — почерк, використання символів на зразок §.

Сукупність таких невербальних засобів, що беруть участь у мовленнєвій комунікації, становить предмет окремого розділу мовознавства, який іменується паралінгвістикою. Паралінгвістичні засоби не входять до системи мови, не становлять мовленнєвих одиниць, однак без їх участі в усному чи писемному мовленні не уявляється жодне повідомлення. Це означає, що спілкування забезпечується єдністю вербальних і невербальних засобів.

## Структура мови
Структура мови — будова мови в її ієрархічній співвіднесеності, за якою одиниці нижчих рівнів використовуються для будови одиниць вищого рівня. Конкретно ця співвіднесеність виявляється у мовному потоці, в послідовному розташуванні мовних одиниць: на базі звуків утворюються частини слова — префікси, корені, інфікси, суфікси, флексії, з яких у свою чергу складаються слова, а з них — речення.
Виділяють 4 структурні рівні мови:
- Фонетичний
- Морфологічний
- Лексичний
- Синтаксичний

### Типи відношень у структурі мови
Між структурними одиницями мови існують відношення:
- парадигматичні
- синтагматичні
- асоціативні
- ієрархічні

#### парадигматичні
Парадигматичні відношення — це ті відношення, що об'єднують одиниці мови одного рівня в групи, розряди і категорії. Наявність у системі мови парадигматичних рядів дозволяє мовцям у мовленні залежно від наміру сформулювати думку, яку вони прагнуть передати, вибрати той чи інший член цього ряд (фонетичного, словесного, морфологічного чи синтаксичного), який відповідає задуму.

#### синтагматичні
Синтагматичні відношення — лінійні відношення в системі мови, об'єднують одиниці мови в їх одночасній послідовності; відношення всередині однієї синтагми.

#### асоціативні
Асоціативні відношення виникають на основі збігів у часі уявлень (образів) і явищ дійсності. Розрізняють 3 типи асоціацій:
- за суміжністю
- за подібністю
- за контрастом

## Характеристика мови
Мови характеризуються за ступенем збереження та функціональною обмеженістю.
Недоліки природних мов
- багатозначність
- експресивність
- багатослівність
- емотивність

### Ступінь збереження
За ступенем збереження (англ. Levels of endangerment) мови характеризуються шкалою з шести категорій, запропонованої в Червоній книзі мов ЮНЕСКО для чіткішого визначення небезпеки, що загрожує тій чи іншій мові:
- Вимерлі мови (extinct)
- Можливо вимерлі мови (possibly extinct)
- На грані вимирання (майже вимерлі, ' nearly extinct)
- Зникаючі (вимираючі) мови (seriously endangered)
- Неблагополучні мови (endangered)
- Нестабільні мови (potentially endangered)
- Благополучні мови (невимираючі) (not endangered)

### Функціональна обмеженість
Функціонально обмеженою вважається така мова, яка не володіє в достатній мірі або не має зовсім таких ресурсів, як:
- Стабільна орфографія в певній системі писемності;
- Еталонна література (граматика, словники, твори класиків);
- Матеріали масового поширення (преса, аудіозаписи, фільми, пісні і музика);
- Технічна та навчальна література (технічні і наукові публікації, дидактичні роботи, навчальні посібники, підручники);
- Різні носії повсякденної інформації (афіші, оголошення, кореспонденція, довідки, керівництва тощо);
- Інші засоби передачі інформації мовою[4].

Одночасна відсутність усіх вищеперелічених ресурсів не є обов'язковою для визнання мови функціонально обмеженою. Мова може мати писемність, викладатися в школі і, разом з тим, сильно страждати від відсутності достатньої кількості та відповідної якості інформаційних або навіть мовних ресурсів.
До функціонально обмежених правильно буде віднести як мови, вимирання яких практично неминуче, так і мови, які з'являються, у яких вже є досить багато ресурсів, але при цьому їх усе ще недостатньо для повноцінного існування.
З точки зору наявності людських ресурсів, функціонально обмежена мова може перетворитися на мову, якій загрожує вимирання, якщо її вживання обмежене невеликим числом носіїв.
До числа функціонально обмежених мов відносяться:
- В Європі:
  - Бретонська;
  - Окситанська;
  - Баскська.
- В Америці:
  - Майже всі мови корінного населення.
- В Азії:
  - Майже всі мови корінного населення Полінезійських, Мікронезійських, меланезійських островів.
- В Африці:
  - Майже всі мови відносяться до функціонально обмежених.

## Мова і мовлення
Теоретичні засади граматики й типологія граматичних функцій можуть бути переконливо з'ясовані тільки за умов попереднього визначення статусу граматичного ладу у загальній системі мови й ролі граматичних операцій у процесах мовленнєвої діяльності. Уособлення понять мови як системи й мовлення як форми вияву елементів мови визначило як першопочаткову проблему співвідношення мови й мовлення.
Мовлення — це процес (або результат процесу) вираження думки засобами мови. Фердинанд де Сосюр характеризував мовлення як «комбінації, за допомогою яких суб'єкт, що говорить, користується мовним кодексом з метою вираження своєї особистої думки». Разом з тим, визначаючи відношення мовлення до мови, він бачив у ньому реалізацію мовної потенції, свого роду «виконання» мови.
Ширше проблема співвідношення мови і мовлення була викладена Л. В. Щербою в його статті «О трояком аспекте языковых явлений и об эксперименте в языкознании». У загальній «сукупності мовних чи мовленнєвих явищ» тепер виділялися не два основних аспекти, як раніше, а три: поряд із системою мови, що визначається як словник і граматичний лад, і мовленням як результатом процесів «говоріння» тепер з'являється новий аспект — мовленнєва діяльність осіб, які спілкуються. Мовленнєва діяльність — це процеси «говоріння» і «слухання-розуміння», які є посередниками у переході від системи мови до мовленнєвих текстів.
Вільгельм фон Гумбольдт уперше розглядав сутність мовленнєвої діяльності як взаємозумовленої кореляції двох процесів, що доповнюють один одного, з яких один розпадається на фази формування мовлення — думки та його звукової зашифровки, а інший — протилежний за своїм напрямом процес — складається з дешифровки і наступного відтворення думки, спираючись на знання мови і свій особистий досвід.

## Мова і свідомість
Мова — це не тільки засіб спілкування, а також засіб формування та експлікації думки. Для того, щоб точніше визначити роль мови в процесі мислення, необхідно насамперед уточнити поняття мовленнєвого мислення у його відношенні до свідомості. У мозку індивіда свідомість і мова утворюють дві відносно самостійні області, кожна з яких володіє своєю «пам'яттю», де зберігаються компоненти, що будують її. Ці дві сфери поєднані між собою таким чином, що діяльність свідомості завжди супроводжується діяльністю мови, виливаючись у єдиний реченнєвомисленнєвий процес. Діяльність свідомості виражається в процесах мислення. Свідомість складається з таких основних аспектів:
1. пізнання (пізнавальний аспект);
2. розподілу (розподільчий аспект);
3. обміну (аспект взаємного обміну);
4. користування (аспект практичного користування).

Процес породження мовлення тісно переплітається з процесом породження думки, утворюючи єдиний реченнєвомисленнєвий процес, який здійснюється за допомогою механізмів мовленнєвого мислення. Необхідною передумовою процесів мисленнєвої діяльності є мислення, різнобічна діяльність свідомості, за допомогою мови й механізмів мовлення. У процесі породження мовлення можна виділити три етапи: семантичний, лексико-морфологічний, фонологічний.

### Реченнєвомисленнєві й універсально-мовні основи традиційних частин мови
Морфологічні ознаки самі по собі не можуть бути відправною точкою для побудови універсальної теорії граматичних класів. У реченнєвомисленнєвому плані фундаментальне значення для граматичної класифікації слів має протилежність предметних призначеннєвих значень. Під предметними значеннями розуміються лексичні значення, що відображають матеріальні предмети, фізичні тіла тощо Традиційна граматика до числа предметів зараховує все те, що виражається іменниками (події, просторові й часові відношення — «поверхня», «канікули» тощо). Основні синтаксичні функції і синтаксичні відношення, що ними передбачаються, утворюють основу для розподілу лексичних значень за їх граматичними класами. На цій основі здійснюється поділ всіх лексичних значень (крім «подійних») на субстанційні та несубстанційні. Подальший поділ лексичних значень на дрібніші класи зумовлений спеціалізацією основних синтаксичних функцій.

## Мова і суспільство
Мова має потужні консолідаційні властивості.

## Мова і культура
Мова, як певний набір мовленнєвих норм певної спільноти, також є частиною ширшого культурного життя спільноти, що розмовляє цією мовою. Люди використовують мову як засіб ототожнення з однією культурною групою та як засіб відмежування від інших. Навіть серед носіїв однієї мови існує декілька різних способів використання мови, і кожна з них використовується для позначення приналежності, наприклад, до підгруп всередині однієї культурної групи. Лінгвісти і антропологи, зокрема, соціолінгвісти та етнолінгвісти спеціалізуються на вивченні зв'язків між мовними та культурними явищами, пов'язаних із суспільною природою мови, її громадськими функціями. Це напрям лінгвістичних досліджень, який вивчає мову у її відношенні до культури, взаємодію етнокультурних та етнопсихологічних чинників у функціонуванні та еволюції мови.
Способи використання мови у суспільстві є частиною культури громади, і це є засобом відображення групової ідентичності. Мова функціонує не тільки для полегшення спілкування, а й для визначення соціального стану. Лінгвісти використовують термін різновид мови, який охоплює географічно або соціально-культурно визначені діалекти, а також жаргони або стилі субкультури, для позначення різних способів використання мови.

## Природні і штучні мови

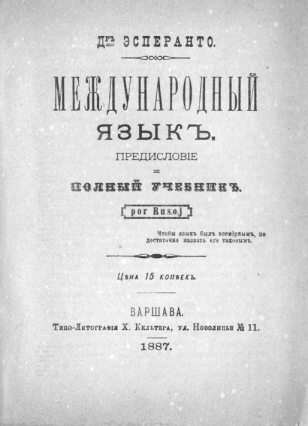
Перший підручник з есперанто

Усі мови поділяються на дві групи: природні (національні) та штучні. Національна мова може, у свою чергу, поділятися на розмовну і літературну мову.
Штучні мови створені спеціально, з певною метою: для полегшення міжнародного спілкування (наприклад, есперанто, інтерлінгва, ідо, ложбан), для збереження необхідної інформації у певних галузях науки.
Природна мова виникає природним шляхом, внаслідок багатовікової суспільної діяльності певного народу. Мислення та мова — дві сторони одного і того ж процесу в становленні людини, розвитку трудової діяльності, процесу розвитку виробництва. Поруч із виникненням найпростіших уявлень, виникла й найпростіша форма передачі інформації — звукові сигнали для їх позначення та передачі.

## Мовна динаміка у світі
Загальна кількість мов у світі — від 6000 до 7000 (точну цифру встановити неможливо через умовності відмінності між різними мовами і діалектами однієї мови). До найпоширеніших мов світу належать китайська, англійська, іспанська, російська, хінді, індонезійська, арабська, бенгальська, португальська, японська, німецька, французька, італійська, панджабі, телугу, корейська, маратхі, тамільська, українська, перська. Всі мови світу діляться за родинним зв'язкам на мовні сім'ї, кожна з яких включає групи близьких одна одній мов, що були у давнину діалектами однієї мови або що входили в один мовний союз.

## В Україні
За ДСТУ 2392-94 мова — система знаків, що забезпечує процес комунікації і, як правило, складається зі словника та правил.